# 89 (tal)
89 (åttionio) är det naturliga talet som följer 88 och som följs av 90.
- Hexadecimala talsystemet: 59
- Binärt: 1011001
- Oktala talsystemet: 131
- Delbarhet: 1 och 89.
- Antal delare: 2
- Summan av delarna: 90

- Grundtal: Åttionio
- Ordningstal: Åttionionde

## Inom matematiken
- 89 är ett udda tal.
- 89 är det 24:e primtalet efter 83 och före 97
- 89 är det 11:e fibonaccitalet
- 89 är ett extraordinärt tal.
- 89 är ett kvadratfritt tal.
- 89 är ett aritmetiskt tal.
- 89 är ett palindromtal i det oktala talsystemet.

## Inom vetenskapen
- Aktinium, atomnummer 89
- 89 Julia, en asteroid
- M89, elliptisk galax i Jungfrun, Messiers katalog